# Microgale nasoloi
Microgale nasoloi is een tenrek uit het geslacht Microgale. De wetenschappelijke naam van de soort werd voor het eerst geldig gepubliceerd door Jenkins & Goodman in 1999. De soort is genoemd naar Nasolo Rakotoarison, de voormalige curator zoogdieren van het Parc Botanique et Zoologique de Tsimbazaza in Antananarivo.

## Kenmerken
M. nasoloi is een middelgrote Microgale. De zachte, fijne vacht is aan de bovenkant wat lichter grijs dan aan de onderkant. De voeten zijn licht geelgrijs. De achtervoeten zijn relatief smal. De dunne, korte staart is grijs. De oren zijn groot, de ogen ook vrij groot. De kop-romplengte van het holotype uit Vohibasia en een tweede exemplaar uit Analavelona bedraagt respectievelijk 81 en 70 mm, de staartlengte 53 en 62 mm, de achtervoetlengte 13 en 14 mm, de oorlengte 16 en 16 mm en het gewicht 14,0 en 5,9 g. Vrouwtjes hebben acht mammae.

## Voorkomen
De soort komt voor in de droge bossen Vohibasia en Analavelona in het zuidwesten van Madagaskar. De soort wordt ernstig met uitsterven bedreigd: er zijn nog slechts enkele individuen bekend.